# ناغان
ناغان مرکز بخش ناغان در شهرستان کیار از توابع استان چهارمحال و بختیاری است. ناغان یکی از قطب‌های مهم تولید ماهیان سرد آبی و همچنین انگور در کشور می‌باشد.

## زلزله ناغان
زلزلهٔ ۶ ریشتری که در فروردین سال ۱۳۵۶ هجری شمسی در ناغان اتفاق افتاد و باعثی ویرانی کامل این شهر شد. شمار کشتگان زلزله حدود ۳۶۶ نفر و تعداد زخمیان ۲۰۰ نفر برآورده شده‌است. در این زمین لرزه ۳۵۰ خانه از ۴۵۰ خانه شهر تخریب شد و در همان سال خانه‌های جدید در فاصله کمتری از شهر ویران شده برای هر خانواده ساخته شد. در جریان این اتفاقات فرح پهلوی(ملکه ایران) و امیرعباس هویدا(نخست وزیر) به ناغان سفر کردند.

## دلیل نام شهر
بر اساس سنگ نبشته ها و مدارک موجود، سابقه سکونت در این مکان به قبل از اسلام برمی گردد. نام این مکان در زمان ساسانی نایگان بوده است. کلمه ناغان، معرب کلمه نایگان به معنای مکان مرطوب است که با توجه به وجود رودخانه‌ها و چشمه سارهای فراوان، علت این نام گذاری مشخص می‌شود. ناغان باداشتن قدمت تاریخی و با وجود چشمه ساران زیاد و آب فراوان جزء اولین نقاطی است که عشایر برای سکونت انتخاب کردند. به مرور زمان کلمه نایگان به نایغان و سپس به ناغان (در گویش محلی ناغون) تبدیل شده‌است.

## مردم
مردم این شهر لر و از ایل بختیاری می باشند و به گویش لری بختیاری تکلم می کنند.

## تاریخچه
ناغان در سال ۱۳۰۵ به شهرستان بروجن انتقال یافت و در سال ۱۳۷۳ به شهر تبدیل شد و نهایتا در سال ۱۳۸۷ از لحاظ تقسیمات سیاسی از شهرستان اردل جدا و یکی از بخش‌های شهرستان کیار شد. 

## آثار باستانی
1. حمام ناغان
2. قبرستان قدیمی ناغان
3. آثار سنگی در گودهنگ
4. شیرهای سنگی
5. معدن خاک نسوز